# Маккоун
Окръг Маккоун (на английски: McCone County) е окръг в щата Монтана, Съединени американски щати. Площта му е 6949 km², а населението - 1718 души (2017). Административен център е град Съркъл.